# Blutonium & Dutch Master Works Present Hardstyle
Blutonium & Dutch Master Works Present Hardstyle, ursprungligen Blutonium Presents Hardstyle, är en serie samlingsalbum med hardstylemusik, som produceras av det nederländska skivmärket Dutch Master Works och ges ut av skivbolaget EMI.
Den första volymen gavs ut 2003 med namnet Blutonium Presents Hardstyle Vol. 1. Den mixades av den tyska DJ:en Blutonium Boy och gavs ut av hans skivmärke Blutonium Records. Han producerade och mixade totalt 18 volymer. När Blutonium Boy 2009 drog sig tillbaka från hardstylescenen övertogs serien av Dutch Master Works och bytte från och med volym 18 namn till Blutonium & Dutch Master Works Present Hardstyle. Albumen har mixats främst av de nederländska artisterna Showtek, utom volym 21 som mixades av Dutch Master.

## Album
| Titel                                                    | Utgivningsår | Mixare                      |
| -------------------------------------------------------- | ------------ | --------------------------- |
| Blutonium Presents Hardstyle Vol. 1                      | 2003         | Blutonium Boy               |
| Blutonium Presents Hardstyle Vol. 2                      | 2003         | Blutonium Boy               |
| Blutonium Presents Hardstyle Vol. 3                      | 2004         | Blutonium Boy               |
| Blutonium Presents Hardstyle Vol. 4                      | 2004         | Blutonium Boy               |
| Blutonium Presents Hardstyle Vol. 5                      | 2005         | Blutonium Boy, Max B. Grant |
| Blutonium Presents Hardstyle Vol. 6                      | 2005         | Blutonium Boy               |
| Blutonium Presents Hardstyle Vol. 7                      | 2005         | Blutonium Boy, Technoboy    |
| Blutonium Presents Hardstyle Vol. 8                      | 2006         | Blutonium Boy, DJ Zany      |
| Blutonium Presents Hardstyle Vol. 9                      | 2006         | Blutonium Boy, Bobby V      |
| Blutonium Presents Hardstyle Vol. 10                     | 2006         | Blutonium Boy, DJ Pila      |
| Blutonium Presents Hardstyle Vol. 11                     | 2007         | Blutonium Boy, DJ Luna      |
| Blutonium Presents Hardstyle Vol. 12                     | 2007         | Blutonium Boy, DJ Pavo      |
| Blutonium Presents Hardstyle Vol. 13                     | 2007         | Blutonium Boy, Warmduscher  |
| Blutonium Presents Hardstyle Vol. 14                     | 2008         | Blutonium Boy, DJ Activator |
| Blutonium Presents Hardstyle Vol. 15                     | 2008         | Blutonium Boy               |
| Blutonium Presents Hardstyle Vol. 16                     | 2009         | Blutonium Boy, Headhunterz  |
| Blutonium Presents Hardstyle Vol. 17                     | 2009         | Blutonium Boy, Zatox        |
| Blutonium & Dutch Master Works Present Hardstyle Vol. 18 | 2009         | Showtek, Blutonium Boy      |
| Blutonium & Dutch Master Works Present Hardstyle Vol. 19 | 2010         | Showtek, Tuneboy            |
| Blutonium & Dutch Master Works Present Hardstyle Vol. 20 | 2010         | Brennan Heart, Showtek      |
| Blutonium & Dutch Master Works Present Hardstyle Vol. 21 | 2010         | Dutch Master, Wildstylez    |
| Blutonium & Dutch Master Works Present Hardstyle Vol. 22 | 2011         | Noisecontrollers, Showtek   |
| Blutonium & Dutch Master Works Present Hardstyle Vol. 23 | 2011         | Showtek, Tatanka            |
| Blutonium & Dutch Master Works Present Hardstyle Vol. 24 | 2011         | D-Block & S-te-Fan, Showtek |
| Blutonium & Dutch Master Works Present Hardstyle Vol. 25 | 2012         | Showtek, Psyko Punkz        |